# 2024年5月環台軍事演練
2024年5月環台軍事演練，是中國人民解放軍東部戰區於北京時間2024年5月23日至24日組織戰區陸、海、空及火箭軍，在金門、馬祖、臺灣本島周邊进行的军事演习，演習代號為「聯合利劍—2024A」。

## 背景
2024年5月20日，賴清德就任第16任中華民國總統。在就職演說中，賴清德強調中華人民共和國和中華民國「互不隸屬」，引發中華人民共和國（中国大陆）方面強烈反應。中共中央台湾工作办公室發言人陳斌華批評賴清德「頑固堅持‘台獨’立場，大肆宣揚分裂謬論，煽動兩岸對立對抗，妄圖‘倚外謀獨’、‘以武謀獨’。罔顧民意、逆流而動，釋放了謀‘獨’挑釁、破壞台海和平穩定的危險信號，充分暴露了其‘台獨工作者’的本性」。
2024年5月22日，中華人民共和國對美國參與對台軍售的12家軍工企業及10名高管採取反制措施。
有學者認為，本次軍演的焦點是在孤立中華民國的離島地區。

## 軍演經過
2024年5月23日7时45分开始，中国人民解放军东部战区位台湾海峡，台湾岛北部、南部、东部及金门岛、马祖列岛、乌坵屿、东引岛周边，开展联合演训。东部战区发布新闻稿，表示战区联合作战指挥中心下达行动指令后，东部战区海军多个驱护舰编队向台湾岛周边海域多个方向高速机动。各舰按计划抵达目标海域后，展开战斗部署。东部战区空军出动数十架次战机成体系实施环台战巡、绕外岛巡航。抵达任务空域后，各型战机依托联合情报支撑，采取各类战术动作，抵近台湾岛周边战巡。在陆军和火箭军的支援掩护下，多机型编组满挂实弹，飞赴预定空域建立多个打击阵位，协同驱护舰、导弹快艇模拟打击台湾高价值军事目标和侦巡舰机。同日，东部战区发布组合海报《越海杀器》。另外中華民國國防部發言人在Facebook發布貼文表示：“陸、海、空軍與海巡署，以實際行動守護自由民主！”
5月24日，中華民國國防部表示，解放軍軍機、軍艦雖有搭配實彈，但都未發射。同日，中華民國空軍首次公開F-16V戰隼戰鬥機使用狙擊手先進瞄準吊艙標定轟-6K轟炸機與殲-16戰鬥機的影片。

## 各方回應

### 中华人民共和国（中国大陆）
- 中国人民解放军：5月23日，东部战区新闻发言人李熹表示，这是对“台独”分裂势力谋“独”行径的有力惩戒，对外部势力干涉挑衅的严重警告[14]，隨後透露這次使用的武器裝備，包括：殲-20戰鬥機、殲-16戰鬥機、052D型飛彈驅逐艦、071型綜合登陸艦、東風系列飛彈以及箱式遠程火箭炮，並称要以這些「越海殺器」「劍鋒瞰‘獨’、鐧鏈鎖‘獨’、箭雨清‘獨’」[15]。
- 中共中央台湾工作办公室：5月23日，發言人陳斌華表示，中國人民解放軍在台島周邊開展「聯合利劍—2024A」演習，是對台灣地區領導人「5·20」講話謀「獨」挑釁的堅決懲戒，是對外部勢力縱容支持「台獨」、干涉中國內政的嚴厲警告，是捍衛國家主權和領土完整的正義之舉[16]。
- 外交部：5月23日，發言人汪文斌表示，中國人民解放軍東部戰區位台島周邊展開聯合演訓，維護國家主權和領土完整，對「台獨」分裂勢力謀「獨」行徑予以有力懲戒，「對外部勢力干涉挑釁予以嚴重警告」，完全符合國際法和國際慣例，完全正當必要。並指出「台獨分裂勢力每興風作浪一次，中國和國際社會捍衛一個中國原則的力度就會加大一分。」[17]
- 國防部：5月24日，發言人吳謙表示，中國人民解放軍東部戰區組織戰區陸軍、海軍、空軍、火箭軍等兵力，位台島周邊開展聯合演習，檢驗部隊聯合作戰實戰能力。此次行動打的是「台獨」囂張氣燄，懾的是外部勢力干涉介入，完全合理合法、正當必要。台灣地區領導人上任就嚴重挑戰一個中國原則，赤裸裸販賣「兩國論」，妄圖「以武謀獨」、「倚外謀獨」，把台灣同胞推向兵凶戰危的險境，這完全是在玩火，玩火者必自焚。並指出「台獨挑釁一次，我們的反制就推進一步，直至實現祖國完全統一。」[18]

### 中華民國（臺灣）
- 國防部：
  - 5月23日，發言人孫立方表示，此種不理性挑釁、破壞區域和平穩定行動，凸顯其霸道本質，表達遺憾，但也強調，將依「國軍經常戰備時期突發狀況處置規定」檢派海、空及地面兵力應對，將以實際行動守護自由民主，捍衛中華民國主權，嚴陣以待，有信心確保國家安全[19][20]。5月24日，國防部表示，共軍戰機、軍艦雖有搭配實彈，但都未發射[10]。
  - 10月14日，共軍宣佈第二次環台軍演當天，國防部透過新聞稿指出，對於此種不理性的挑釁行為，國防部表達強烈譴責，已依「國軍經常戰備時期突發狀況處置規定」派遣適切兵力應對，用實際行動守護自由民主，捍衛中華民國主權。國防部亦在官方臉書粉絲團「國防部發言人」發布「堅定守護」影片，除披露海軍船艦監控共艦畫面、E-2空中預警機、P-3獵戶座海上巡邏機空中作業狀態等，飛彈車也機動至戰術位置待命接戰，同時國軍三型主力戰機實施潛力掛載，並緊急起飛至特定空域攔截共機，彰顯國軍有能力應對共軍軍演[21]。
- 海巡署：5月23日，發布新聞稿表示，已於第一時間掌握相關資訊並完成海上部署，協同國防部運用聯合情監偵手段，掌握周邊海域動態，以捍衛國家主權及安全[22]。
- 總統府：5月23日，發言人郭雅慧表示，遺憾看到中國以單邊的軍事挑釁行為，威脅台灣的民主自由及區域和平穩定現狀。國安團隊及國軍各單位，對於軍演狀況皆有全面掌握，面對外在挑戰威脅，會持續捍衛民主，並有信心、有能力守護國家安全，請國人放心[23]。
- 外交部：5月23日，副發言人蕭光偉表示，中華民國台灣將致力維護台海現狀，呼籲中國回歸理性自制，停止破壞台海和平穩定、升高區域緊張局勢等作為，台灣將持續堅持民主理念，不會因為遭受脅迫打壓而改變[24]。
- 大陸委員會：5月23日，副主委兼發言人梁文傑表達強烈抗議與不滿，並要求中共應停止不理性的軍事挑釁作為。並指出，台海的和平穩定是全球關切的議題，當前國際高度關注兩岸情勢，呼籲中共勿再以軍事威脅台灣。北京當局應充分認知威嚇無法爭取人心，只會造成兩岸對立升高及區域情勢動盪。北京當局應和台灣民選合法政府進行溝通對話，尋求合作互利之道[25]。
- 民主进步党民进党：5月23日，立法院黨團指出，中國發動環台軍演，劍指總統賴清德和新政府，不只是對台灣的威嚇，也是對全球的威嚇對全球民主同盟國家的挑釁[26]。
- 国民党：5月23日，發布新聞稿指出，不希望提高任何衝突可能性，政府應避免增高擦槍走火的可能性[27]。
- 民众党：5月23日，發布新聞稿表示，中共挑釁行為無助兩岸間係，並呼籲中共當局克制[28]。
- 时代力量：5月23日，中央黨部表示，時代力量強烈譴責中國在台灣新任總統賴清德甫上任之際，用最粗暴的手段，破壞區域和平穩定的惡劣作為。時代力量要正告中國，用武力恐嚇台灣人民，改變不了台灣與中國互不隸屬的事實，也撼動不了台灣堅持獨立自主的決心。時代力量呼籲立法院朝野三黨，在明日院會繼續處理法案之餘，請在國家面前團結，透過最高民意殿堂做成的跨黨派聲明，譴責中國不理性的挑釁行為[29]。

### 美国
- 印太司令部副司令史蒂芬·斯卡倫卡（英语：Stephen Sklenka）5月23日表示，我們預期到這種行為會發生，但這並不意味著我們不應予以譴責。我們需要公開譴責，而且不只我們需要譴責，也需要這個地區國家的譴責，當譴責來自這個地區的國家時，會有更巨大的效應[30][31]。5月16日，隆納·雷根號航空母艦和羅伯特·史莫斯號飛彈巡洋艦、霍華德號驅逐艦離開橫須賀，執行返美前最後一次印太巡邏任務。美國海軍第七艦隊公關照片顯示，5月23日時隆納·雷根號航空母艦在菲律賓海進行海上補給，此外莫比爾號濱海戰鬥艦（英语：USS Mobile (LCS-26)）與荷蘭皇家海軍的特羅普號巡防艦（英语：HNLMS Tromp (F803)）在南海進行聯合演習[32][33][34]。同日美國太平洋艦隊宣布，2024年環太平洋軍事演習於6月26日在夏威夷群島及其周邊海域展開[35]；美國空軍也同時表示，B-21突襲者戰略轟炸機近日在愛德華茲空軍基地進行飛行測試，結果相當順利，已於8日交付作戰單位，而美國空軍也首次正式公布飛行畫面[36]。
- 眾議院中國共產黨問題特別委員會首席議員拉賈·克利胥納莫提5月23日表示，這是不必要的挑釁、這是侵犯、武力恫嚇，可能會導致情勢危險升級，以及預想之外的災難性後果。他表示，這次演習讓他想起了2022年時任眾議院議長佩洛西訪台時，中共的強烈反彈，這顯示中國共產黨就是「控制狂」，想控制人們的活動、思想和言論，「我們不會讓中共決定我們的旅行、我們去哪裡、我們做什麼、我們會見誰、我們與誰交談」。眾議院外交委員會印太小組主席金映玉也表示，共軍在台海的軍事演習是毫無意義的升級行為，這只會加劇區域緊張局勢，破壞賴清德就職後的台灣自主權，並威脅印太區域的和平穩定。美國須團結一致支持台灣。眾議院美國與中國共產黨戰略競爭特設委員會主席穆勒納爾也聲明說，在台灣舉行選舉和賴清德就職後，中國共產黨公然恐嚇台灣的意圖完全不能接受。另外，總統拜登4月下旬簽署2024年國安緊急補充撥款法案，提供台灣在內等印太區域國家20億美元（約新台幣645億元）外國軍事融資經費。參議院軍事委員會的參議員威克除了譴責共軍軍演，也呼籲持續確保這筆資金被正確地用於協助台灣[37][38][39][40][41]。眾議院外交委員會主席麥考爾5月26日率團抵台，5月27日接受媒體提問時說，美國在對台事務上，有些中國的紅線不能跨越，否則很可能發生戰爭[42]。
- 國務院發言人馬修·米勒5月24日表示，美方已留意解放軍在台海及台灣周邊進行聯合軍演的報導，並感到關切。中國的行為有升級風險，侵蝕數十年來維持區域和平穩定的長期規範。台灣的政治過渡是正常、例行的民主進程一環，中國不應藉此祭出挑釁或脅迫手段。並指出「美方對在該區域的現有兵力部署及運作充滿信心，以確保和平與穩定，並履行美國安全承諾。」[43]
- 法新社報導，5月23日，匿名的拜登政府高官表示，「我們強烈敦促北京保持克制」，強調中國的行動「魯莽，冒著讓情勢升級的風險而且破壞長期規範」[44]。
- 總統喬·拜登5月25日參加西點軍校畢業典禮時於演說中表示，美國堅定維護台海和平穩定，並提到「我一向樂意在需要使用武力時保護我們的國家、我們的盟友、我們的核心利益」[45]。

### 日本
- 內閣官房長官林芳正5月23日於記者會上表示，台海和平不僅對日本安保十分重要，對整個國際社會的穩定也很重要，期盼透過對話和平解決問題，是日方一貫的立場，日本未來將向中國直接且堅定地傳達台海和平穩定重要性，並與美國為首的盟友緊密合作[46][47]。
- 5月27日於韓國首爾舉辦的中日韩领导人会议，首相岸田文雄表達台海和平穩定對日本及國際極為重要[48]。

### 欧盟
- 對外事務部發言人5月23日表示，中國今天在臺灣周邊開始的軍事活動加劇了兩岸緊張局勢，臺灣海峽的和平與穩定對區域和全球安全與繁榮具有戰略重要性，歐盟對維護臺灣海峽的現狀有直接利益，歐盟反對任何透過武力或脅迫改變現狀的單方面行動，歐盟呼籲各方應保持克制，避免採取任何可能進一步加劇兩岸緊張局勢的行動，這些行動應透過對話解決[49][50]。

### 联合国
- 秘書長發言人杜加里克5月23日答記者問：針對中國，我可以告訴你們，我們當然正密切關注台灣海峽的局勢發展。我們敦促有關各方避免採取可能惡化區域局勢的行為。在有關中國的問題上，我們遵循聯合國大會1971年通過的決議。發言人表示，就聯合國的立場而言，台灣是中國的一個省。記者追問這是否意味著聯合國認為中國可以隨時接管台灣，發言人回应說自己完全不是這個意思，並敦促各方保持克制[51][52]。

### 新加坡
- 副總理顏金勇5月24日出席第29屆日本經濟新聞論壇「亞洲的未來」，並表示「台灣海峽的任何衝突會對全世界造成嚴重後果」，希望美國和中國展開對話[53]。

### 菲律賓
- 近期與中方在南海不斷發生衝突的國防部部長（英语：Secretary of National Defense (Philippines)）特奧多羅（英语：Gilbert Teodoro）在菲律賓海軍舉行周年紀念活動的間隙向記者表示：「我不會對台灣海峽發生的任何事情發表評論，因為這是他們的内部事務。」[54]

### 媒體報導
根据新聞採訪台灣的國家保安人士透露，依情報所知，此次演习为中國大陸首次以取得第一島鏈以西控制權作為目標的演习，其實戰化意味濃厚，亦是中国海警局同中国人民解放军首次在台湾海峡及相关岛屿周边协同演练執法行动，展現其「法律戰」意图。而台灣民間反應平平，多數已經表態軍演的習慣與可預測性，不過有媒體如BBC撰文指出，中國大陆雖然謹慎避免擦槍走火，但強硬的態度不得民心，每年都實施軍演並非有效促進統一的選項，也可能影響其國際形象，質疑中國大陆對台政策的效益與意圖不明，与之相对，國際關係研究員陳靖也分析中國行為，之所以採用強烈方式回應，主要是解放軍展現意志，以嚇阻單方面獨立潮流或是外國干涉，達到促使台海現狀得以維持穩定之效果，然而操作不慎則有可能發生誤判與負面情緒，認為這次行動可能並不如促成國際多邊外交對話來得更划算。

## 後續
在2024年5月24日軍事演練結束當日，中國海事局發布消息稱，一艘逾4,000噸拖船「聯合啟瑞」號在東海沉沒，但未公布沉船原因，由於事故發生時間敏感，雖然沉沒的位置不在軍演範圍，仍引發不少網友熱議。